# James Murray

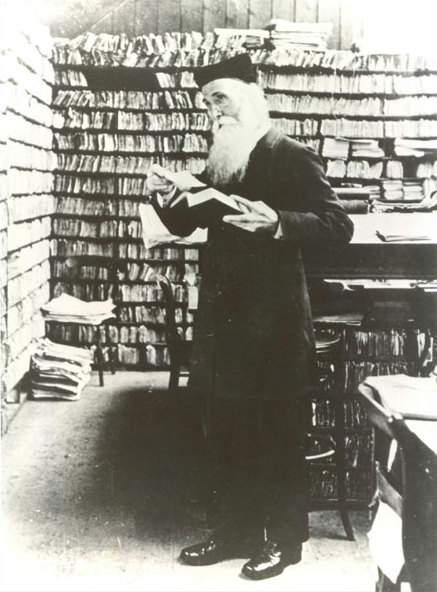
Sir James Murray

Sir James Augustus Henry Murray (7 februari 1837 – 26 juli 1915) was een Schots lexicograaf en filoloog. Hij was de hoofdredacteur van de Oxford English Dictionary vanaf 1879 tot zijn dood.
Murray werd geboren in Denholm, in de buurt van Hawick. Hoewel hij vlot van begrip en leergierig was, ging hij van school op veertienjarige leeftijd. Zijn ouders konden geen schoolgeld betalen. Toch werd hij op zeventienjarige leeftijd leraar op de plaatselijke middelbare school. In 1856 richtte hij met anderen de Hawick Archaeological Society op.
Vanwege het slechte klimaat in Schotland kreeg zijn ziekelijke vrouw het advies om naar het zuiden te gaan. In Londen werkte Murray bij een bank, terwijl hij in zijn vrije tijd bezig bleef met zijn academische belangstelling, waaronder taalkunde en etymologie. In 1869 trad Murray toe tot de Council of the Philological Society. Enkele jaren later schreef hij een werk over de dialecten in Zuid-Schotland, waarmee hij zijn reputatie vestigde.

## In populaire cultuur
In 2019 werd een film uitgebracht getiteld The Professor and the Madman en geregisseerd door Farhad Safinia, gebaseerd op het gelijknamige boek van Simon Winchester met Mel Gibson als James Murray en Sean Penn als William Chester Minor.